# الحرية الفردية
- - [1]الحرية الفردية هي حرية قول وإبداء وجهات النظر الخاصة والآراء الشخصية واختيار مكان العيش والعمل وما شابه ذلك، وهي مبدأ أساسي في المجتمع البشري، ويجب تحقيقها تاريخيا والدفاع عنها وذلك عن طريق إعطائها الأولوية من قبل المهتمين بالشؤون العامة في المجتمع.[2]

في الفلسفة السياسية تعتبر الحرية الفردية غير قابلة للمقارنة مع الحرية السلبية بأي شكل من الأشكال. بالإضافة إلى ذلك، فالحرية الفردية تشكل القيمة التأسيسية للإنسان، وهذه الأسس تشتمل على حقوق الفرد وواجباته في المجتمع المحيط به، وبموجب هذه الحقوق والواجبات يستطيع أي فرد من المجتمع أن يتخذ قراراته بشكل مستقل تماما عن القضايا الرئيسية في حياته، ونتيجة لذلك يكون الشخص مسؤول بشكل تام أمام المجتمع عن عواقب قراراته ونتائج أفعاله. إن حرية الأفراد في العصور المختلفة والسياقات التاريخية تمتلك تعابير وتجسيدات مختلفة، مما أدى أيضا إلى ظهور أنواع مختلفة من الغلو والتشوهات داخل المجتمع.
وفي العصر الحديث تتمثل الحرية الفردية في ثلاثة مستويات من النشاط: حرية الفكر والرأي، وحرية السياسة وتكوين الجمعيات، وحرية العمل والمبادرة الاقتصادية. ولا شك في أن التأكيد التدريجي لهذه|الأيديولوجيات]] والفلسفات، وخصوصا التحررية، فإن الحرية الفردية يعود أصلها الطبيعي والأخلاقي إلى قدرة الشخص على السيادة الفردية وتملك الشخص لنفسه، وعلى حد قول رودولف روكر: «الحرية ليست مفهوما فلسفيا مجردا، ولكن هي الإمكانية المحددة بقدرة كل إنسان على التطور بشكل كامل في القوى والقدرات والمواهب التي وهبتها له الطبيعة، وجعلتها متاحة لجميع أفراد المجتمع».
ومع ذلك، في بعض الأحيان نجد الانقسام بين التحرر الفردي والتحرر الجماعي في المجتمع الواحد. نحن نرفض أي سلطة لفرض الضرائب، وهي سلطة منفصلة تماما عن الواقع الاجتماعي والتي ترتكز بشكل أساسي على منح الأقلية التشريع واتخاذ القرارات بشأن الأغلبية في المجتمع. وذلك لأننا نعتقد بأنها تعمل على تقييد الحرية الفردية لدينا وتمنعنا أن نكون المسؤولين بشكل مطلق عن حياتنا الخاصة.
في ما يتعلق بالحرية الفردية يوجد نوعان من المفاهيم: أولا الليبرالية أو التحررية وثانيا الأناركية المستقلة. في الحالة الأولى، وينظر إلى الحرية الفردية على أنها شيء ليس له قيمة في حال تقبلها عبارة «حريتي تنتهي حينما تبدأ حرية الآخر»، مما يعني وجود أفراد في المجتمع يتمتعون بحرية فردية أكثر من غيرهم. ولمنع سحق هذه الحريات من قبل فئة معينه من المجتمع فإن الدولة تعتبر مسؤولة عن تنظيم هذه الحريات من خلال تشريع القوانين ونصها. وفي الحالة الثانية، فينظر للحرية الفردية من ناحية الاستقلالية الذاتية بأنها وهمية عندما يكون لدينا مجموعة من أفراد المجتمع ممن أخذ قرار التحرر دون الأخذ بعين الاعتبار باقي أفراد المجتمع معتبرين بذلك أن بقية المجتمع أعداؤهم وجزء من هيكل السلطة.
بالإضافة إلى ما سبق، التأكيد المطلق للحرية الفردية الغير مصحوبة بما يكفي من الإدراك وتعزيز القيم الأساسية الأخرى للإنسان ككائن اجتماعي والتي تتمثل في التآخي والتضامن بين أفراد المجتمع الواحد والتي يمكن أن تؤدي، أو في واقع الأمر، قد أدت في كثير من الأحيان إلى إفقار البعد الأخلاقي للأنشطة وللسلوكيات الفردية والجماعية، وأيضا قد أدت إلى اشتداد الظلم وعدم المساواة الاجتماعية. في المجتمعات، وبدرجة محدودة من التنمية وعدم المساواة لديه، فإن التركيز الذي تم وضعه على قيم التضامن والمساعدة المتبادلة هو مستمد أساسا من الحاجة إلى إيجاد حلول عالمية وسريعة لمشكلة تلبية الاحتياجات الأساسية في القطاعات الاجتماعية الموسعة، وهو يعتبر شرط ضروري لوجود الحرية الفردية.
وفيما يتعلق بمصدر القلق الرئيسي يبدو أن التأكيد على حرية المبادرة الاقتصادية هي في المقام الأول، ويجري الاهتمام ثانيا لحرية الفكر وتحجب تماما الحرية السياسية وحرية تكوين الجمعيات. وهم مؤكدين على أنهم الضمانة الأساسية للحرية الفردية، والملكية الخاصة وغياب التدخل الحكومي في السوق الحر، ومن دون اعتبار أن التركيز المفرط للملكية التي يمكن أن تدفع السوق اليقظ ضد حرية أولئك المستبعدين من ملكية وسائل أعمالهم. ودون النظر إلى أن الشراكة السياسية تخلق مساحات لحريات بديلة لأولئك الذين لا يستطيعون تأسيسها على ممتلكات ليست لهم. ويكمن ذلك في أن الطريق إلى حرية أعمق وبشكل نهائي هو البحث عن الحقيقة، وأن الدعم المؤسسي والقانوني والمالي لهذا البحث هو الشرط الرئيسي لبناء مجتمع من الرجال الأحرار.

## روابط خارجية
- موقع الحوار المتمدن، كتابة ساخرة حول حرية التعبير في الدول الديكتاتورية، بعنوان: تعديل في نثرية نزار قباني: الحرية بين الأمس واليوم في مقياس الديكتاتور